# برلانگاس
برلانگاس (به پرتغالی: Arquipélago das Berlengas) یک منطقهٔ مسکونی در پرتغال است که در پنیچه، پرتغال واقع شده‌است. برلانگاس nop نفر جمعیت دارد و ۸۸ متر بالاتر از سطح دریا واقع شده‌است.